# Dolf van Kol
Adolf van Kol dit Dolf van Kol (né le 2 août 1902 à Amsterdam et mort le 20 janvier 1989) est un footballeur et entraîneur néerlandais ayant fait toute sa carrière à l'Ajax Amsterdam. 

## Biographie
En tant que défenseur, Dolf van Kol est international néerlandais à 33 reprises (1925–1931) pour quatre buts inscrits. Il participe aux JO de 1928, jouant contre l'Uruguay mais les Oranje sont éliminés au premier tour. 
Il fait toute sa carrière à l'Ajax Amsterdam, tout d'abord en tant que joueur pendant huit saisons, jouant 174 matchs pour 25 buts inscrits, remportant deux championnats néerlandais (1931 et 1932), puis en tant qu'entraîneur de 1942 à 1945, remportant une coupe des Pays-Bas en 1943.

## Clubs

### En tant que joueur
- 1924–1932 :  Ajax Amsterdam

### En tant qu'entraîneur
- 1942–1945 :  Ajax Amsterdam

## Palmarès

### En tant que joueur
- Championnat des Pays-Bas de football

- - Champion en 1931 et en 1932
  - Vice-champion en 1928

### En tant qu'entraîneur
- Coupe des Pays-Bas de football
  - Vainqueur en 1943